# منتخب تونس لكرة اليد للشابات
منتخب تونس لكرة اليد للشابات هو ممثل تونس الرسمي في المنافسات الدولية في كرة اليد للشابات. تشرف عليه الجامعة التونسية لكرة اليد.